# Одесский археологический институт
Одесский археологический институт (ОАИ; укр. Одеський археологічний інститут) — высшее учебное многопрофильное учреждение для подготовки архивистов, музееведов и культурологов. Действовал в Одессе в 1921—1924 годах.
Одесский археологический институт был открыт в августе 1921 года (ректор Ю. Оксман, проректор — С. Дложевский), согласно решению Одесского губернского отдела профессионального образования, как высшее научно-учебное и профессионально-техническое заведение с трёхлетним курсом обучения для «научной и практической» подготовки архивистов, музееведов и культурологов. Преподавателями на двух отделениях института (археологическом и археографическом) были профессора Б. Варнеке, Р. Волков, М. Болтенко, О. Шпаков и другие. Среди студентов института — будущие академики Н. Алексеев, профессор С. Брейбург, И. Троицкий и другие. Осуществлён только один выпуск. 
В 1924 году институт был расформирован в связи с решением создать на базе Одесского института народного образования музейно-библиотечно-архивный факультет.